# Боксерман, Юлий Израилевич
Юлий Израилевич Боксерман (18 марта 1912, Тростянец — 20 марта 2004) — советский и российский учёный, доктор технических наук, почетный академик Академии горных наук, специалист по газовой промышленности.

## Биография
Окончил Донецкий металлургический институт по специальности «Инженер-технолог коксохимической промышленности».
В 1933—1939 первый директор проектной конторы «Проектгаз» (будущий ЮжНИИГипрогаз).
В 1939 году переведен в Наркомнефтепром СССР на должность заместителя начальника, далее — начальником Главного управления нефтегазовой промышленности.
В 1941—1942 гг. в составе группы руководителей и специалистов наркомата находился по решению ГКО в Апшеронском и в Нефтегорском районах Краснодарского края для выполнения специальных работ.
В 1943 г. становится заместителем начальника созданного при Совнаркоме СССР Главгазтоппрома (позже преобразован в Главгаз). Одновременно с 9 декабря 1946 по 1950 гг. возглавляет Управление эксплуатации газопровода Саратов-Москва (ныне ООО «Газпром трансгаз Москва»).
В 1953—1956 годах директор Московского завода сжиженного газа ВНИИГАЗа.
В 1956 г. назначен начальником Технического управления — зам. начальника Главгаза при Совете Министров СССР, членом Коллегии, после образования в 1963 г. Государственного комитета по газовой промышленности — заместителем председателя этого комитета.
В 1965—1970 годах заместитель министра газовой промышленности СССР. В 1970 г. переведен в Госплан СССР на должность главного специалиста, а затем Заместителя председателя Государственной экспертной комиссии.
В 1986—2004 годах главный научный сотрудник Института энергетических исследований АН СССР (РАН).
20 марта 2004 г. ушел из жизни.
Доктор технических наук.

## Научные труды
- «Природные газы и их использование» (1957);
- «Развитие газовой промышленности СССР» (1958);
- «Газовые ресурсы СССР» (1959, соавтор),
- «Пути развития новой техники в газовой промышленности СССР» (1964).
- «Перевод транспорта на газовое топливо» [Текст] / Ю. И. Боксерман, Я. С. Мкртычан, К. Ю. Чириков. — Москва : Недра, 1988. — 218, [2] с. : ил. ; 21 см.

### Научно-популярные книги
- «Невидимое топливо» Ю. И. Боксерман. Школьная библиотека. — Москва: Издательство Детской литературы, 1958.
- «Одиссея голубого огня» [Текст] : [для ст. возраста] / Ю.Боксерман, Т. Юльева; [худож. О. Вельчинская, Е. Вельчинский]. — Москва : Детская литература, 1979. — 175 с. : ил. ; 22 см.

## Награды и премии
- Сталинская премия третьей степени (1948) — за разработку и внедрение передовых технических методов и усовершенствований на строительстве газопровода Саратов — Москва
- Сталинская премия второй степени (1951) — за разработку нового метода производства газовой сажи печным способом
- два ордена Ленина

1. 1944
2. 16.03.1949 — за успешное выполнение заданий Правительства по газификации жилых домов, строительству газовых сетей и сооружений в г. Москве

- два ордена Трудового Красного Знамени (1942, 1966)
- орден Отечественной войны I степени (1947)
- Заслуженный деятель науки и техники Якутской АССР — за заслуги в разработке научных проблем Севера
- Почетный нефтяник
- Почетный работник газовой промышленности
- восемь медалей